# Pöhlbachschanze
Die Pöhlbachschanze ist die größte von vier Skisprungschanzen der Schanzenanlage „Pöhlbach“ im sächsischen Pöhla im Erzgebirge. Zur Anlage gehören drei weitere Schanzen in den Kategorien K 38, K 20 sowie K 8. Alle Schanzen sind mit Matten belegt.

## Geschichte
Nach dem Spatenstich Ende 1948 konnte die Schanzenanlage „Pöhlbach“ bereits am 6. Februar 1949 eingeweiht werden. Im Jahr 1955 fand ein Wettkampf mit ost- und westdeutschen Athleten statt. Als drei Jahre später die Anlage mit Matten belegt wurde, folgte im Oktober das erste Mattenspringen mit ostdeutschen Skispringern, an dem auch prägende DDR-Athleten wie Helmut Recknagel oder Werner Lesser teilnahmen.
Ab 1964 wurde die Schanze umgebaut, dabei wurde der alte Holzturm abgerissen und durch einen Ziegelturm ersetzt. Im Zuge dieser Arbeiten entstanden bis 1968 neben der bestehenden Anlage drei weitere Schanzen.
Von 1974 bis 2001 war Pöhla einer der Austragungsorte der Erzgebirgs-Mattentournee.
Bei der Renovierung der Schanze im Jahr 2000 wurde der Hang neu aufgeschüttet und der Auslauf erneuert. Seitdem wird die Schanze sowohl zu Trainingszwecken als auch für internationale Wettbewerbe im Damen-Skispringen genutzt.
Der bekannteste aus Pöhla stammende Athlet ist der ehemalige Olympiasieger Jens Weißflog, der das Skispringen auf dieser Anlage gelernt hat.

## Bilder

Die Pöhlbachschanze im Frühjahr 2017
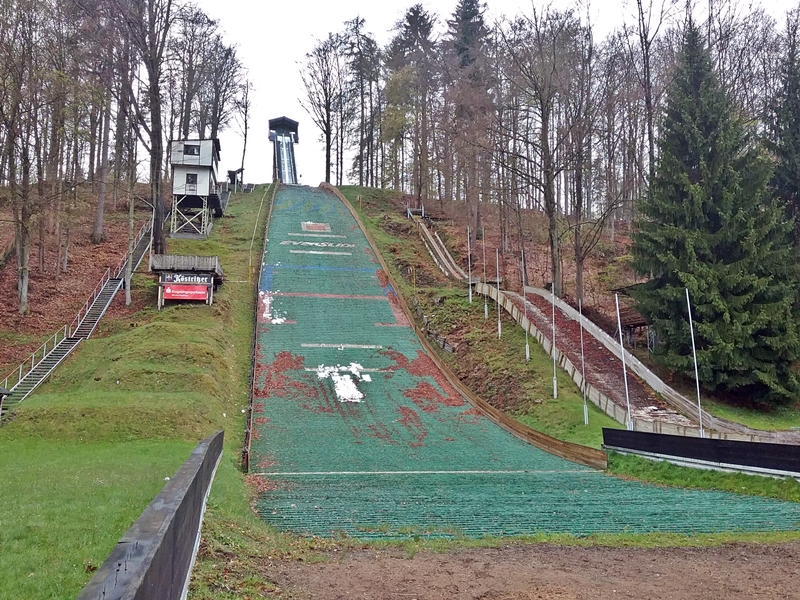
Pöhlbachschanze
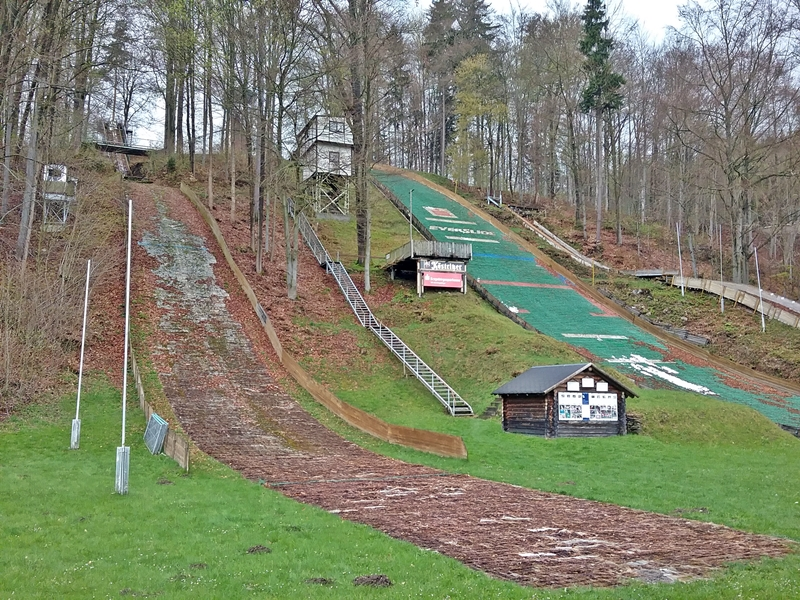
Schanzenanlage
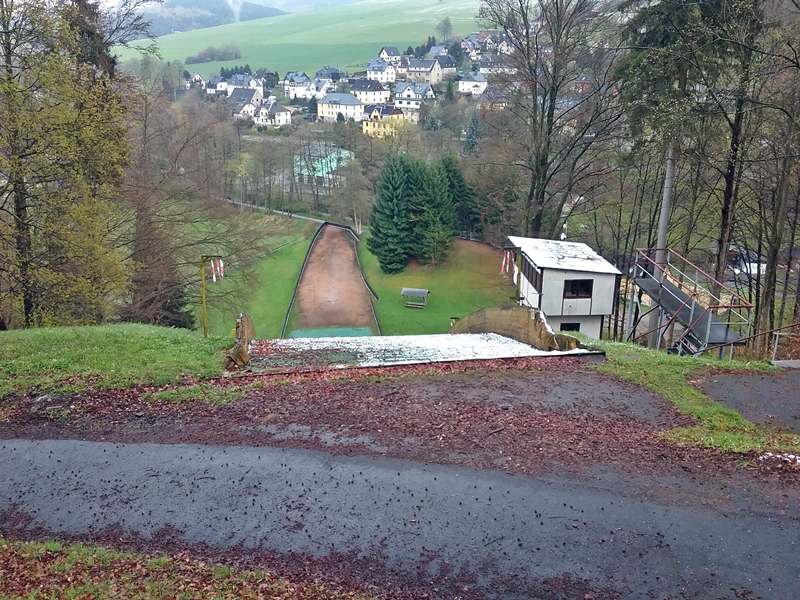
Blick auf Pöhla von unterhalb des Schanzentischs
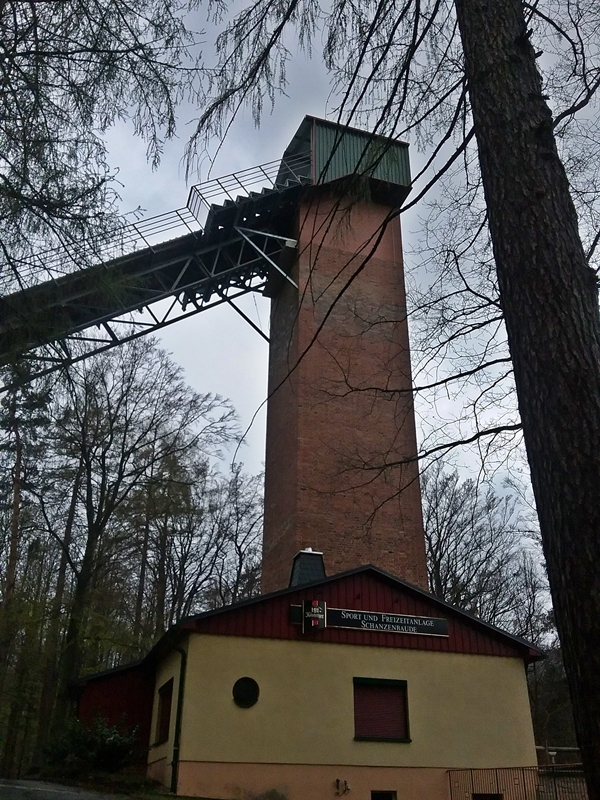
Schanzenturm

## Internationale Wettbewerbe
Genannt werden alle von der FIS organisierten Sprungwettbewerbe.
| Datum           | Kategorie          | Schanze | 1. Platz                   | 2. Platz                | 3. Platz                   |
| --------------- | ------------------ | ------- | -------------------------- | ----------------------- | -------------------------- |
| 12. August 2004 | FIS-Springen       | HS65    | Eva Ganster                | Daniela Iraschko        | Lindsey Van                |
| 11. August 2005 | Continental Cup    | HS65    | Anette Sagen               | Line Jahr               | Jessica Jerome             |
| 9. August 2006  | Continental Cup    | HS65    | Juliane Seyfarth           | Ulrike Gräßler          | Jessica Jerome             |
| 15. August 2007 | Continental Cup    | HS65    | Jacqueline Seifriedsberger | Daniela Iraschko        | Jenna Mohr                 |
| 13. August 2008 | Continental Cup    | HS65    | Magdalena Schnurr          | Izumi Yamada            | Jacqueline Seifriedsberger |
| 12. August 2009 | Continental Cup    | HS65    | Magdalena Schnurr          | Melanie Faißt           | Ayumi Watase               |
| 18. August 2010 | FIS-Springen       | HS65    | Coline Mattel              | Ayumi Watase            | Sara Takanashi             |
| 17. August 2011 | FIS-Springen       | HS65    | Sara Takanashi             | Ayumi Watase            | Katharina Althaus          |
| 27. Juli 2012   | Skisprung-Alpencup | HS65    | Katharina Althaus          | Svenja Würth            | Manuela Malsiner           |
| 14. August 2013 | Alpencup           | HS66    | Gianina Ernst              | Melanie Häckert         | Zdeňka Pešatová            |
| 15. August 2013 | Alpencup           | HS66    | Gianina Ernst              | Melanie Häckert         | Elisabeth Raudaschl        |
| 13. August 2014 | Alpencup           | HS66    | Agnes Reisch               | Luisa Görlich           | Veronica Gianmoena         |
| 14. August 2014 | Alpencup           | HS66    | Agnes Reisch               | Daniela Haralambie      | Luisa Görlich              |
| 12. August 2015 | Alpencup           | HS66    | Zdeňka Pešatová            | Agnes Reisch            | Sophia Görlich             |
| 13. August 2015 | Alpencup           | HS66    | Zdeňka Pešatová            | Agnes Reisch            | Lara Malsiner              |
| 10. August 2016 | Alpencup           | HS66    | Virág Vörös                | Lisa Eder               | Selina Freitag             |
| 11. August 2016 | Alpencup           | HS66    | Lisa Eder                  | Selina Freitag          | Océane Paillard            |
| 9. August 2017  | Alpencup           | HS66    | Lisa Eder                  | Jenny Nowak             | Alexandra Seifert          |
| 10. August 2017 | Alpencup           | HS66    | Lisa Eder                  | Jenny Nowak             | Lisa Hirner                |
| 8. August 2018  | Alpencup           | HS66    | Lisa Hirner                | Alina Ihle              | Vanessa Moharitsch         |
| 9. August 2018  | Alpencup           | HS66    | Alina Ihle                 | Jerneja Repinc Zupančič | Joséphine Pagnier          |
| 7. August 2019  | Alpencup           | HS66    | Jessica Malsiner           | Annika Sieff            | Daniela Dejori             |
| 8. August 2019  | Alpencup           | HS66    | Jessica Malsiner           | Daniela Dejori          | Vanessa Moharitsch         |